# Kurzbahnweltmeisterschaften 2002
| Kurzbahnweltmeisterschaften 2002 | Kurzbahnweltmeisterschaften 2002 |
| -------------------------------- | -------------------------------- |
| Veranstaltungsort                | Moskau                           |
| Teilnehmende Nationen            | 92                               |
| Teilnehmende Athleten            | 599                              |
| Entscheidungen                   | 40                               |
| Eröffnung                        | 3. April 2002                    |
| Abschluss                        | 7. April 2002                    |

| Medaillenspiegel | Medaillenspiegel                                                | Medaillenspiegel | Medaillenspiegel | Medaillenspiegel | Medaillenspiegel |
| Platz            | Land                                                            | G                | S                | B                | Gesamt           |
| ---------------- | --------------------------------------------------------------- | ---------------- | ---------------- | ---------------- | ---------------- |
| 1                | Australien                                                      | 10               | 6                | 1                | 17               |
| 2                | USA                                                             | 8                | 10               | 10               | 28               |
| 3                | Schweden                                                        | 7                | 2                | 0                | 9                |
| 4                | Ukraine                                                         | 5                | 0                | 2                | 7                |
| 5                | Volksrepublik China                                             | 3                | 4                | 5                | 12               |
| 6                | Slowakei                                                        | 2                | 1                | 0                | 3                |
| 7                | Vereinigtes Königreich                                          | 1                | 2                | 3                | 5                |
| 8                | Slowenien                                                       | 1                | 2                | 1                | 4                |
| 9                | Finnland                                                        | 1                | 1                | 2                | 4                |
| 10               | Argentinien                                                     | 1                | 1                | 1                | 3                |
| 10               | Kanada                                                          | 1                | 1                | 1                | 3                |
| 12               | Russland                                                        | 0                | 2                | 5                | 7                |
| 13               | Japan Tschechien                                                | 0                | 2                | 0                | 2                |
| 15               | Brasilien                                                       | 0                | 1                | 1                | 2                |
| 16               | Kroatien Portugal Südafrika                                     | 0                | 1                | 0                | 1                |
| 19               | Dänemark                                                        | 0                | 0                | 2                | 2                |
| 20               | Deutschland Israel Rumänien Italien Schweiz Österreich Algerien | 0                | 0                | 1                | 1                |

Die Kurzbahnweltmeisterschaften 2002 im Schwimmen fanden vom 3. bis 7. April 2002 in Moskau statt und wurden vom internationalen Schwimmverband FINA organisiert.
Die Wettkämpfe wurden im renovierten Olympiski Sports Complex, in dem schon die Schwimmwettbewerbe der Olympischen Sommerspiele 1980 stattfanden, abgehalten. Während dieser Weltmeisterschaften wurden sieben neue Weltrekorde aufgestellt.

## Zeichenerklärung
- WR – Weltrekord

## Schwimmen Männer

### Freistil

#### 50 m Freistil
| Platz | Land            | Athlet            | Zeit     |
| ----- | --------------- | ----------------- | -------- |
| 1     | Argentinien     | José Meolans      | 00:21,84 |
| 2     | Verein. Königr. | Mark Foster       | 00:21,44 |
| 3     | Russland        | Alexander Popow   | 00:21,71 |
| 3     | Ukraine         | Oleksandr Wolynez | 00:21,71 |

#### 100 m Freistil
| Platz | Land        | Athlet        | Zeit     |
| ----- | ----------- | ------------- | -------- |
| 1     | Australien  | Ashley Callus | 00:46,99 |
| 2     | Argentinien | José Meolans  | 00:47,09 |
| 3     | Algerien    | Salim Iles    | 00:47,66 |

#### 200 m Freistil
| Platz | Land      | Athlet         | Zeit     |
| ----- | --------- | -------------- | -------- |
| 1     | USA       | Klete Keller   | 01:44,36 |
| 2     | Brasilien | Gustavo Borges | 01:45,67 |
| 3     | Kanada    | Mark Johnston  | 01:45,88 |

#### 400 m Freistil
| Platz | Land       | Athlet            | Zeit     |
| ----- | ---------- | ----------------- | -------- |
| 1     | Australien | Grant Hackett     | 03:38,29 |
| 2     | Tschechien | Květoslav Svoboda | 03:41,97 |
| 3     | USA        | Chad Carvin       | 03:43,55 |

#### 1500 m Freistil
| Platz | Land       | Athlet            | Zeit     |
| ----- | ---------- | ----------------- | -------- |
| 1     | Australien | Grant Hackett     | 14:33,94 |
| 2     | USA        | Chris Thompson    | 14:39,43 |
| 3     | Italien    | Christian Minotti | 14:45,41 |

### Schmetterling

#### 50 m Schmetterling
| Platz | Land            | Athlet        | Zeit     |
| ----- | --------------- | ------------- | -------- |
| 1     | Australien      | Geoff Huegill | 00:22,89 |
| 2     | Australien      | Adam Pine     | 00:23,29 |
| 3     | Verein. Königr. | Mark Foster   | 00:23,36 |

#### 100 m Schmetterling
| Platz | Land       | Athlet           | Zeit     |
| ----- | ---------- | ---------------- | -------- |
| 1     | Australien | Geoff Huegill    | 00:50,95 |
| 2     | Australien | Adam Pine        | 00:51,27 |
| 3     | Russland   | Igor Martschenko | 00:51,41 |

#### 200 m Schmetterling
| Platz | Land            | Athlet        | Zeit     |
| ----- | --------------- | ------------- | -------- |
| 1     | Verein. Königr. | James Hickman | 01:53,14 |
| 2     | Australien      | Justin Norris | 01:54,07 |
| 3     | Rumänien        | Ioan Gherghel | 01:54,16 |

### Rücken

#### 50 m Rücken
| Platz | Land        | Athlet         | Zeit     |
| ----- | ----------- | -------------- | -------- |
| 1     | Australien  | Matthew Welsh  | 00:23,66 |
| 2     | USA         | Peter Marshall | 00:24,04 |
| 3     | Deutschland | Toni Helbig    | 00:24,17 |

#### 100 m Rücken
| Platz | Land       | Athlet         | Zeit     |
| ----- | ---------- | -------------- | -------- |
| 1     | Australien | Matthew Welsh  | 00:51,26 |
| 2     | USA        | Aaron Peirsol  | 00:51,71 |
| 3     | USA        | Peter Marshall | 00:51,84 |

#### 200 m Rücken
| Platz | Land      | Athlet         | Zeit        |
| ----- | --------- | -------------- | ----------- |
| 1     | USA       | Aaron Peirsol  | 01:51,17 WR |
| 2     | Kroatien  | Marko Strahija | 01:53,08    |
| 3     | Slowenien | Blaž Medvešek  | 01:53,66    |

### Brust

#### 50 m Brust
| Platz | Land      | Athlet          | Zeit     |
| ----- | --------- | --------------- | -------- |
| 1     | Ukraine   | Oleh Lissohor   | 00:26,42 |
| 2     | Portugal  | Jose Couto      | 00:27,22 |
| 3     | Brasilien | Eduardo Fischer | 00:27,26 |

#### 100 m Brust
| Platz | Land     | Athlet          | Zeit     |
| ----- | -------- | --------------- | -------- |
| 1     | Ukraine  | Oleh Lissohor   | 00:58,33 |
| 2     | Japan    | Kōsuke Kitajima | 00:59,10 |
| 3     | Finnland | Jarno Pihlava   | 00:59,22 |

#### 200 m Brust
| Platz | Land       | Athlet          | Zeit     |
| ----- | ---------- | --------------- | -------- |
| 1     | Australien | Jim Piper       | 02:07,16 |
| 2     | USA        | David Denniston | 02:07,42 |
| 3     | Finnland   | Jarno Pihlava   | 02:07,61 |

### Lagen

#### 100 m Lagen
| Platz | Land      | Athlet         | Zeit     |
| ----- | --------- | -------------- | -------- |
| 1     | Slowenien | Peter Mankoč   | 00:52,90 |
| 2     | Finnland  | Jani Sievinen  | 00:53,78 |
| 3     | Dänemark  | Jakob Andersen | 00:54,31 |

#### 200 m Lagen
| Platz | Land      | Athlet        | Zeit     |
| ----- | --------- | ------------- | -------- |
| 1     | Finnland  | Jani Sievinen | 01:55,45 |
| 2     | Slowenien | Peter Mankoč  | 01:56,13 |
| 3     | USA       | Tom Wilkens   | 01:57,34 |

#### 400 m Lagen
| Platz | Land     | Athlet           | Zeit     |
| ----- | -------- | ---------------- | -------- |
| 1     | USA      | Tom Wilkens      | 04:04,82 |
| 2     | Kanada   | Brian Johns      | 04:06,85 |
| 3     | Dänemark | Jacob Carstensen | 04:08,92 |

### Staffel

#### Staffel 4 × 100 m Freistil
| Platz | Land     | Athleten                                                               | Zeit     |
| ----- | -------- | ---------------------------------------------------------------------- | -------- |
| 1     | USA      | - Scott Tucker - Peter Marshall - Jason Lezak - Klete Keller           | 03:10,64 |
| 2     | Schweden | - Eric Lafleur - Stefan Nystrand - Lars Frölander - Mattias Ohlin      | 03:11,14 |
| 3     | Russland | - Leonid Chochlow - Alexander Popow - Denis Pimankow - Andrei Kapralow | 03:11,24 |

#### Staffel 4 × 200 m Freistil
| Platz | Land       | Athleten                                                        | Zeit     |
| ----- | ---------- | --------------------------------------------------------------- | -------- |
| 1     | Australien | - Todd Pearson - Ray Hass - Leon Dunne - Grant Hackett          | 07:00,36 |
| 2     | Russland   | - Denis Rodkin - Juri Prilukow - Ilja Nikitin - Andrei Kapralow | 07:05,36 |
| 3     | USA        | - Chad Carvin - Erik Vendt - Scott Tucker - Klete Keller        | 07:08,73 |

#### Staffel 4 × 100 m Lagen
| Platz | Land       | Athleten                                                                    | Zeit        |
| ----- | ---------- | --------------------------------------------------------------------------- | ----------- |
| 1     | USA        | - Aaron Peirsol - David Denniston - Peter Marshall - Jason Lezak            | 03:29,00 WR |
| 2     | Australien | - Geoff Huegill - Jim Piper - Adam Pine - Ashley Callus                     | 03:29,35    |
| 3     | Russland   | - Jewgeni Aljoschin - Dmitri Komornikow - Igor Martschenko - Denis Pimankow | 03:30,21    |

## Schwimmen Frauen

### Freistil

#### 50 m Freistil
| Platz | Land                   | Athlet             | Zeit     |
| ----- | ---------------------- | ------------------ | -------- |
| 1     | Schweden               | Therese Alshammar  | 00:24,16 |
| 2     | Vereinigtes Königreich | Alison Sheppard    | 00:24,28 |
| 3     | USA                    | Tammie Spatz-Stone | 00:24,65 |

#### 100 m Freistil
| Platz | Land                | Athlet            | Zeit     |
| ----- | ------------------- | ----------------- | -------- |
| 1     | Schweden            | Therese Alshammar | 00:52,89 |
| 2     | Slowakei            | Martina Moravcová | 00:52,96 |
| 3     | Volksrepublik China | Yan-Wei Xu        | 00:53,35 |

#### 200 m Freistil
| Platz | Land                | Athlet        | Zeit        |
| ----- | ------------------- | ------------- | ----------- |
| 1     | USA                 | Lindsay Benko | 01:54,04 WR |
| 2     | Volksrepublik China | Yang Yu       | 01:55,34    |
| 3     | Volksrepublik China | Yan-Wei Xu    | 01:55,63    |

#### 400 m Freistil
| Platz | Land                | Athlet           | Zeit     |
| ----- | ------------------- | ---------------- | -------- |
| 1     | Ukraine             | Jana Klotschkowa | 04:01,26 |
| 2     | Volksrepublik China | Hua Chen         | 04:03,81 |
| 3     | USA                 | Rachel Komisarz  | 04:06,30 |

#### 800 m Freistil
| Platz | Land                | Athlet           | Zeit     |
| ----- | ------------------- | ---------------- | -------- |
| 1     | Volksrepublik China | Hua Chen         | 08:16,34 |
| 2     | Russland            | Irina Oufimtsew  | 08:21,91 |
| 3     | Schweiz             | Flavia Rigamonti | 08:23,38 |

### Schmetterling

#### 50 m Schmetterling
| Platz | Land       | Athlet                | Zeit     |
| ----- | ---------- | --------------------- | -------- |
| 1     | Schweden   | Anna-Karin Kammerling | 00:25,55 |
| 2     | Australien | Petria Thomas         | 00:26,36 |
| 3     | Israel     | Vered Borochovski     | 00:26,38 |

#### 100 m Schmetterling
| Platz | Land     | Athlet            | Zeit     |
| ----- | -------- | ----------------- | -------- |
| 1     | Slowakei | Martina Moravcová | 00:57,38 |
| 2     | USA      | Rachel Komisarz   | 00:57,85 |
| 3     | USA      | Jenny Thompson    | 00:58,13 |

#### 200 m Schmetterling
| Platz | Land                | Athlet        | Zeit     |
| ----- | ------------------- | ------------- | -------- |
| 1     | Australien          | Petria Thomas | 02:05,76 |
| 2     | Volksrepublik China | Yang Yu       | 02:06,10 |
| 3     | USA                 | Mary Descenza | 02:06,17 |

### Rücken

#### 50 m Rücken
| Platz | Land   | Athlet           | Zeit     |
| ----- | ------ | ---------------- | -------- |
| 1     | Kanada | Jennifer Carroll | 00:27,38 |
| 2     | USA    | Haley Cope       | 00:27,44 |
| 3     | USA    | Diana McManus    | 00:27,60 |

#### 100 m Rücken
| Platz | Land       | Athlet           | Zeit     |
| ----- | ---------- | ---------------- | -------- |
| 1     | USA        | Haley Cope       | 00:59,07 |
| 2     | Tschechien | Ilona Hlaváčková | 00:59,13 |
| 3     | USA        | Diana McManus    | 00:59,45 |

#### 200 m Rücken
| Platz | Land    | Athlet              | Zeit     |
| ----- | ------- | ------------------- | -------- |
| 1     | USA     | Lindsay Benko       | 02:04,97 |
| 2     | Japan   | Reiko Nakamura      | 02:07,30 |
| 3     | Ukraine | Iryna Amschennikowa | 02:07,71 |

### Brust

#### 50 m Brust
| Platz | Land                | Athlet         | Zeit        |
| ----- | ------------------- | -------------- | ----------- |
| 1     | Schweden            | Emma Igelström | 00:29,96 WR |
| 2     | Volksrepublik China | Xuejuan Luo    | 00:30,17    |
| 3     | Verein. Königr.     | Zoe Baker      | 00:30,56    |

#### 100 m Brust
| Platz | Land                | Athlet         | Zeit        |
| ----- | ------------------- | -------------- | ----------- |
| 1     | Schweden            | Emma Igelström | 01:05,38 WR |
| 2     | Südafrika           | Sarah Poewe    | 01:06,16    |
| 3     | Volksrepublik China | Xuejuan Luo    | 01:06,36    |

#### 200 m Brust
| Platz | Land                | Athlet         | Zeit     |
| ----- | ------------------- | -------------- | -------- |
| 1     | Volksrepublik China | Hui Qi         | 02:20,91 |
| 2     | Schweden            | Emma Igelström | 02:21,30 |
| 3     | Österreich          | Mirna Jukić    | 02:21,63 |

### Lagen

#### 100 m Lagen
| Platz | Land            | Athlet            | Zeit     |
| ----- | --------------- | ----------------- | -------- |
| 1     | Slowakei        | Martina Moravcová | 00:59,91 |
| 2     | USA             | Gabrielle Rose    | 01:00,68 |
| 3     | Verein. Königr. | Alison Sheppard   | 01:00,88 |

#### 200 m Lagen
| Platz | Land     | Athlet           | Zeit     |
| ----- | -------- | ---------------- | -------- |
| 1     | Ukraine  | Jana Klotschkowa | 02:08,82 |
| 2     | USA      | Gabrielle Rose   | 02:09,77 |
| 3     | Russland | Oxana Werewka    | 02:11,25 |

#### 400 m Lagen
| Platz | Land        | Athlet           | Zeit     |
| ----- | ----------- | ---------------- | -------- |
| 1     | Ukraine     | Jana Klotschkowa | 04:30,63 |
| 2     | Slowenien   | Alenka Kejzar    | 04:35,4  |
| 3     | Argentinien | Georgina Bardach | 04:36,36 |

### Staffel

#### Staffel 4 × 100 m Freistil
| Platz | Land                | Athleten                                                                         | Zeit     |
| ----- | ------------------- | -------------------------------------------------------------------------------- | -------- |
| 1     | Schweden            | - Josefin Lillhage - Therese Alshammar - Johanna Sjöberg - Anna-Karin Kammerling | 03:35,09 |
| 2     | Australien          | - Sarah Ryan - Petria Thomas - Giaan Rooney - Elka Graham                        | 03:35,97 |
| 3     | Volksrepublik China | - Yang Yu - Jingzhi Tang - Yingven Zhu - Yan-Wei Xu                              | 03:36,18 |

#### Staffel 4 × 200 m Freistil
| Platz | Land                | Athleten                                                           | Zeit        |
| ----- | ------------------- | ------------------------------------------------------------------ | ----------- |
| 1     | Volksrepublik China | - Yan-Wei Xu - Yingven Zhu - Jingzhi Tang - Yang Yu                | 07:46,30 WR |
| 2     | USA                 | - Lindsay Benko - Gabrielle Rose - Colleen Lanne - Rachel Komisarz | 07:47,55    |
| 3     | Australien          | - Elka Graham - Petria Thomas - Lori Munz - Giaan Rooney           | 07:49,50    |

#### Staffel 4 × 100 m Lagen
| Platz | Land                | Athleten                                                                       | Zeit        |
| ----- | ------------------- | ------------------------------------------------------------------------------ | ----------- |
| 1     | Schweden            | - Therese Alshammar - Emma Igelström - Anna-Karin Kammerling - Johanna Sjöberg | 03:55,78 WR |
| 2     | USA                 | - Haley Cope - Amanda Beard - Rachel Komisarz - Lindsay Benko                  | 03:57,17    |
| 3     | Volksrepublik China | - Shu Zhan - Xuejuan Luo - Xi Zheng - Yan-Wei Xu                               | 03:57,29    |